# My Worlds Acoustic
Albums de Justin Bieber
Never Say Never: The Remixes
(2011)
My Worlds Acoustic est le premier album de remix par le chanteur canadien Justin Bieber. Vendu exclusivement par les magasins Walmart et les magasins vente en gros Sam's Club, l'album est sorti le 26 novembre 2010. L'album comporte neuf versions acoustiques des chansons de son premier extended play, My World, et premier album My World 2.0, ainsi qu'une nouvelle chanson Pray. Les nouvelles versions des chansons ont été produites par le directeur musical de Bieber, Dan Kanter, son producteur vocale Kuk Harrell, ainsi que Rob Wells. Au niveau international, l'ensemble est inclus comme faisant partie de l'album compilation, My Worlds: The Collection, qui inclut des chansons des deux versions précédentes. My Worlds Acoustic est sorti sur iTunes, le 8 février 2011.
D'après Bieber, il voulait sortir l'album pour les opposants ayant critiqué sa capacité véritable au chant. Le chanteur a dit qu'il voulait avoir un album acoustique, pour tenir compte de l'effet de la production sur sa voix. Bien que considéré comme un album acoustique, les chansons font toujours usages de production de synthétiseurs. L'album a reçu des commentaires généralement favorables de la critique, mais la plupart des critiques n'ont pas été convaincus que l'album n'a pas été véritablement acoustique. My Worlds Acoustic débute à la 7e place du Billboard 200, en ayant vendu 115 000 exemplaires dès sa première semaine, devenant le troisième album consécutif de Bieber à entrer au top dix. Au Canada, la chanson a fait ses débuts à la cinquième place, et plus tard a atteint la quatrième place au Canadian Albums Chart.

## Listes des pistes
| 1.  | One Time                                | Christopher Stewart, Terius Nash, James Bunton, Corron Cole, Thabiso Nkhereanye | Dan Kanter, Rob Wells, Kuk Harrell | 3:06 |
| 2.  | Baby                                    | Justin Bieber, Stewart, Nash, Christina Milian, Christopher Bridges             | Kanter, Wells, Harrell             | 3:35 |
| 3.  | One Less Lonely Girl                    | Ezekiel Lewis, Balewa Muhammad, Sean Hamilton, Hyuk Shin, Usher Raymond IV      | Kanter, Wells, Harrell             | 3:57 |
| 4.  | Down to Earth                           | Bieber, Kevin Risto, Waynne Nugent, Mason Levy, Carlos Battey, Steven Battey    | Kanter, Wells, Harrell             | 4:03 |
| 5.  | U Smile                                 | Bieber, Jerry Duplessis, Arden Altino, Dan August Rigo                          | Kanter, Wells, Harrell             | 3:16 |
| 6.  | Stuck in the Moment                     | Bieber, Rigo Jonathan Yip, Ray Romulus, Jeremy Reeves                           | Kanter, Wells, Harrell             | 3:18 |
| 7.  | Favorite Girl (Live)                    | Antea Birchett, Anesha Birchet, Dernst Emile II, Delisha Thomas                 | Kanter, Wells, Harrell             | 5:09 |
| 8.  | That Should Be Me                       | Bieber, Adam Messinger, Nasri Atweh, Luke Boyd                                  | Kanter, Wells, Harrell             | 4:09 |
| 9.  | Never Say Never (featuring Jaden Smith) | Bieber, Jaden Smith, Messinger, Atweh, Harrell, Omarr Rambert                   | Kanter, Wells, Harrell             | 3:42 |
| 10. | Pray                                    | Bieber, Atweh, Messinger, Omar Martinez                                         | Kanter, Wells, Harrell             | 3:32 |

## Certification
| Pays                  | Certification | Ventes/Équivalence |
| --------------------- | ------------- | ------------------ |
| Canada (Music Canada) | Platine       | 80 000             |
| États-Unis (RIAA)     | Or            | 500 000            |